# Podzámčok
Podzámčok é um município da Eslováquia, situado no distrito de Zvolen, na região de Banská Bystrica. Tem 8,45 km² de área e sua população em 2018 foi estimada em 541 habitantes.

## Demografia
| Ano:        | 1994 | 2004   | 2014    | 2024   |
| ----------- | ---- | ------ | ------- | ------ |
| Broj ljudi: | 337  | 336    | 512     | 555    |
| Razlika:    |      | -0,29% | +52,38% | +8,39% |

| Ano:               | 2023 | 2024   |
| ------------------ | ---- | ------ |
| Número de pessoas: | 554  | 555    |
| Diferença:         |      | +0,18% |